# Glenea cantor
Glenea cantor é uma espécie de escaravelho da família Cerambycidae. Foi descrita por Johan Christian Fabricius em 1787. É conhecida a sua existência nas Filipinas, Camboja, Laos, Hong Kong, Índia, Bangladesh, Tailândia, China, e Vietname.

## Subespecie
- Glenea cantor cantor (Fabricius, 1787)
- Glenea cantor luzonica Aurivillius, 1926
- Glenea cantor obesa (Thomson, 1857)